# Municipio de Cincinnati (condado de Pike)
El municipio de Cincinnati (en inglés: Cincinnati Township) es un municipio ubicado en el condado de Pike en el estado estadounidense de Illinois. En el año 2010 tenía una población de 31 habitantes y una densidad poblacional de 0,45 personas por km².

## Geografía
El municipio de Cincinnati se encuentra ubicado en las coordenadas 39°37′43″N 91°11′23″O / 39.62861, -91.18972. Según la Oficina del Censo de los Estados Unidos, el municipio tiene una superficie total de 69.23 km², de la cual 61,69 km² corresponden a tierra firme y (10,89 %) 7,54 km² es agua.

## Demografía
Según el censo de 2010, había 31 personas residiendo en el municipio de Cincinnati. La densidad de población era de 0,45 hab./km². De los 31 habitantes, el municipio de Cincinnati estaba compuesto por el 100 % blancos. Del total de la población el 0 % eran hispanos o latinos de cualquier raza.